# Gare de Sérézin
Gare de Sérézin vasútállomás Franciaországban, Sérézin-du-Rhône településen.

## Vasútvonalak
Az állomást az alábbi vasútvonalak érintik:
- Párizs–Marseille-vasútvonal

## Kapcsolódó állomások
A vasútállomáshoz az alábbi állomások vannak a legközelebb:
- Gare de Feyzin
- Gare de Chasse-sur-Rhône